# Cirkon
Cirkon je mineral koji pripada grupi nezosilikata. Njegova kemijska formula je Zr[SiO4]. U kemijskom sastavu gotovo uvijek su prisutni Th, Y, REE, Hf, U, Nb, Mn i dr. Kristalna struktura cirkona odgovara tetragonskom kristalnom sustavu. Prirodna boja cirkona varira između bezbojnog, zlatnožutih varijeteta, crvenih, smeđih i zelenih. Bezbojni primjerci koriste se u draguljarstvu i popularna su zamjena za dijamant.
Ime im dolazi od arapske riječi zarqun što znači "cinober", a možda dolazi i od perzijske riječi zargun, što znači "zlatne boje". Žuti varijetet nazivamo hijacint, prema istočnoindijskoj riječi; u Srednjem vijeku sve žuto kamenje nazivali su hijacintom, ali danas se taj termin odnosi samo na žuti cirkon.
Cirkon je tradicionalno rođendanski kamen za mjesec prosinac.

## Obilježja
Cirkon je osobit mineral, gotovo je sveprisutan u Zemljinoj kori. Nađen je u magmatskim stijenama (kao primarni mineral), u metamorfnim stijenama (u obliku rekristaliziranih zrna) te u sedimentnim stijenama (kao detritivna zrna). Veliki kristali su rijetki i ne dolaze u skupinama. Uobičajena veličina kristala koju nalazimo u npr. granitima, je oko 100-300 µm, ali mogu narasti do nekoliko centimetara, a to najčešće u pegmatitima.
Zahvaljujući udijelu uranija i torija kojeg gotovo uvijek posjeduju, neki cirkoni mogu proći kroz proces metamiktizacije. To dovodi do djelomičnog razaranja kristalne strukture, djelomične izotropizacije i amorfizacije kristala te objašnjava to što cirkoni imaju vrlo varijabilne osobine. Metamiktni kristali imaju manje indekse loma i manji dvolom.
Cirkon je čest mineral i nalazimo ga širom svijeta. Veća nalazišta su: Ural; Trentino, Monte Somma; Vezuv, Italija; Arendal, Norveška; Šri Lanka; Tajland; Ratankiri, Kambodža; rudnici Kimberley, JAR; Madagaskar; regija Renfrew, Ontario, Grenville, Quebec, Kanada. U SAD-u: Litchfield, Maine; Chesterfield, Massachusetts; Essex, Orange, and St. Lawrence regija, New York; regija Henderson, North Carolina; Pikes Peak, Colorado; Llano, Teksas.
Torit (ThSiO4) i uranotorit, (U,Th)SiO4 su cirkonu strukturno slični minerali.

## Upotreba
Komercijalno, cirkoni se kopaju za dobivanje metala cirkonija, koji se koristi kao abraziv te kao izolator. Cirkoni su i izvor cirkon-oksida, jednog od najvatrostalnijih poznatih materijala. ZrO se koristi i kao taljivo za platinu pri temperaturama od preko 1755 °C. Zr se koristi u nuklearnim reaktorima, zbog svoje sposobnosti apsorpcije neutrona. Veliki primjerci cijenjeni su kao drago kamenje, zahvaljujući visokom indeksu loma svjetlosti (cirkon ima indeks loma oko 1.95, a dijamant samo nešto više - 2.4). Boja onih cirkona koji ne zadovoljavaju kvalitetu u draguljarstvu može se promijeniti zagrijavanjem. Ovisno o dužini i jačini zagrijavanja, mogu se dobiti bezbojni, plavi i zlatnožuti cirkoni.

## Cirkoni i starost Zemlje
Široka primjena cirkona postala je važnija od otkrića radiometrije. Cirkoni uvijek sadrže u sebi 0.1 do 1% uranija i torija i mogu se koristiti za određivanje starosti stijena u modernim analitičkim metodama. Kako cirkoni imaju sposobnost neoštećeni proći kroz geološke procese erozije, transporta pa čak i visoke stupnjeve metamofrizma, služe nam kako protolit-indikatori. Najstariji do sad pronađeni minerali su cirkoni iz Narryer Gneiss Terranea, Yilgarn Craton, zapadna Australija, stari 4,404 milijarde godina. Ta starost smatra se vremenom kristalizacije tih minerala. No, osim što su najstariji nađeni minerali na Zemlji, oni nam pokazuju još neke zanimljive detalje. Udio izotopa kisika u njima interpretira se kao indikator toga da je već u vrijeme prije 4.4 milijarde godina na Zemljinoj površini bilo vode. Ta spektakularna interpretacija objavljena je u najboljim znanstvenim časopisima, ali još uvijek je tema raznih debata. Neki znanstvenici smatraju da su izotopi kisika i još neki elementi (npr. elementi rijetkih zemalja), prošli u bližoj geološkoj povijesti kroz niz hidrotermalnih alteracija cirkona i smatraju to prihvatljivijim rješenjem ove zagonetke nego one da su bili primarni sastav magme u vrijeme originalne kristalizacije tih minerala.